# Gedong Baru
Gedong Baru is een bestuurslaag in het regentschap Ogan Komering Ulu Selatan van de provincie Zuid-Sumatra, Indonesië. Gedong Baru telt 382 inwoners (volkstelling 2010).